# La casa dei matti
La casa dei matti (in russo Дом дураков?, Dom durakov) è un film del 2002 diretto da Andrej Končalovskij.
La pellicola, che ha vinto il Leone d'argento al Festival di Venezia 2002, vede la partecipazione del cantante Bryan Adams che interpreta sé stesso ed appare nelle scene in cui la protagonista Žanna sogna di sposarsi con lui.

## Trama
Inguscezia, 1996: Subito dopo un bombardamento, medici ed infermieri decidono di abbandonare l'ospedale psichiatrico in cui lavorano, lasciando così incustoditi ed in balia di loro stessi tutti i degenti. Žanna, una ragazza schizofrenica perdutamente innamorata del cantante Bryan Adams, dopo la fuga dei dottori, cerca di portare un po' di serenità agli altri malati, suonando la fisarmonica; ma la loro improvvisa libertà dura poco, visto che la struttura viene occupata prima da un gruppo di ribelli ceceni, poi dall'esercito russo. Terminati i bombardamenti, il personale medico ritorna all'ospedale per riprendere il lavoro, ma alcuni malati, tra cui la stessa Žanna, non saranno più gli stessi, dopo aver provato in prima persona il terrore della guerra.

## Colonna sonora
- Have You Ever Really Loved a Woman, Bryan Adams.

## Critica
- È un film profondamente russo anche nella sua visionarietà (...) rischioso sino alla temerarietà, coinvolgente ma anche spiazzante. Commento del dizionario Morandini che assegna al film tre stelle su cinque di giudizio.[1]
- Il dizionario Farinotti assegna al film tre stelle su cinque di giudizio.[2]
- Rotten Tomatoes assegna al film un punteggio di 5/10.[3]

## Riconoscimenti
- Festival di Venezia
  - Leone d'argento - Gran premio della giuria

## Curiosità e riferimenti ad altre pellicole
- Lo spunto di partenza, ovvero i malati abbandonati dai medici in tempo di guerra, richiama il film Tutti pazzi meno io[4] del 1966. Ciò si evince anche dal trailer del film.
- Juliya Vysockaja (Žanna nel film) è la quinta ed attuale moglie del regista.